# 杜博韋 (扎波羅熱州)
47°18′18″N 36°38′29″E / 47.30500°N 36.64139°E
杜博韋（烏克蘭語：Дубове）是位於烏克蘭東南部的村莊，由扎波羅熱州波洛希區的卡姆揚卡市鎮負責管轄。該村面積1.36平方公里，海拔高度232米，2001年人口139，人口密度每平方公里102.2人。